# Maten al león
Maten al león es una película mexicana dirigida por José Estrada y basada en la novela homónima del escritor guanajuatense Jorge Ibargüengoitia. Su producción comenzó en 1975, pero su estreno se llevó a cabo el 27 de enero de 1977 en el cine Chapultepec de Ciudad de México y se mantuvo 15 días en cartelera.

## Tema
Al estar basada en una obra de Jorge Ibargüengoitia, este filme intenta representar una sátira política hacia el contexto de los países latinoamericanos que han sufrido dictaduras militares, de las cuales también se mofa el escritor en su historia.

## Argumento
En la República Constitucional de Arepa -una isla ubicada en el mar Caribe- el mariscal Manuel Belaunzarán se encuentra al final de su cuarto y último mandato estipulado por la constitución pero que será modificada para que él pueda seguir en el poder. La oposición pierde a su candidato tras ser asesinado por lo cual proponen a un nuevo candidato: Pepe Cussirat, playboy y amante del deporte.
Manuel Belaunzarán logra evadir tres intentos de asesinato por parte de sus opositores, mientras que él logra asesinar a varios de estos. Tras el tercer intento de asesinato Cussirat debe escapar del país vestido de mujer y acompañado de Ángela Berriozabál. Finalmente el maestro de música Salvador Pereira logra terminar con la vida del dictador en un evento social.

## Elenco
- David Reynoso ... Mariscal Manuel Belaunzarán
- Jorge Rivero ... Pepe Cussirat
- Lucy Gallardo ... Ángela Berriozabál
- Ernesto Gómez Cruz ... Salvador Pereira
- Guillermo Orea ... Don Carlos Berriozabal
- Marta Zamora ... Pepita Jiménez
- Enrique Lucero ... Vicepresidente Carmona
- Julián Pastor ... Paco Ridruejo
- Carlos Cestero ... Coco Regalado
- Manuel Medel ... Gustavo Anzures
- Francisco Llopis ... Dr. Malagón
- Farnesio de Bernal ... Bonilla
- Ricardo Fuentes ... Dr. Casimiro Paletón
- Paco Morayta ... De la Cadena
- Ana Ofelia Murguía ... Esperanza de Pereira
- Jorge Fegan ... Barrientos
- Ramón Barragán ... Coronel Jiménez
- Mario García González ... Martín Garatuza
- Roberto Lewis ... Tintin Berriozabal
- Carlos Rodil ... Don Bartolomé González
- Mona Martí ... Chonita Regalado
- Adela Villamil ... Conchita Parmesano
- Luis Vera ... Don Ignacio Redondo
- Ramiro Orci ... Diputado Borunda
- Raúl Quijada ... Presidente de Debates
- Tamara Garina ... Viuda de Saldaña
- Fernando Pinkus ... Chofer de Saldaña
- Luis Tejada ... Mr. Humbert H. Humbert
- Patricio Castillo ... M. Coullon
- Roberto Dumont ... Sir John Phipps
- Roberto Rivera Negrón ... Padre Inastrillas
- Julia Marichal ... Rosita Galvazo
- Jorge Arce ... Fausto Almeda
- Víctor Arrillaga ... Quiróz
- Pilar Souza ... Soledad
- Samuel Molina ... Duchamps
- Agustín Silva ... Recepcionista
- Magda Vizcaíno ... Viuda de Pantoja
- Carmen Iris Rosas ... Secundina Regalado
- Horacio Arnold ... Nicolás Botumele
- Roberto Góndora ... Ripolín
- Jorge Zamora "Zamorita"
- Luis Llanos ... Larrando
- Lydia Pérez ... La Regalado
- María Pérez ... Maruja Regalado
- Peter Colón ... Bongocero
- Elena Cadovi ... Doña Faustina
- William Alequin ... Oficial
- Manuel Bermúdez ... Bailarín en la fiesta (no aparece en los créditos)
- Gloria Hernández (no aparece en los créditos)
- Bill Odom ... Saldaña (no aparece en los créditos)
- Jorge Rodríguez Alonso ... Camarero (no aparece en los créditos)
- Edgar Soberón Torchia ... Campesino (no aparece en los créditos)

## Producción
El rodaje de la película se llevó a cabo en dos locaciones diferentes: San Juan de Puerto Rico (del 6 de agosto al 27 de septiembre de 1975) y los Estudios Churubusco Azteca en la Ciudad de México (del 6 de octubre al 8 de noviembre de ese mismo año).

## Banda sonora
Lista de canciones en la película:
| Canción                             | Compositor              |
| ----------------------------------- | ----------------------- |
| Vientos de Arepa (Vals)             | Joaquín Gutiérrez Heras |
| Por chiquelinas (Pasodoble)         | Joaquín Gutiérrez Heras |
| Cocales (Polka)                     | Joaquín Gutiérrez Heras |
| En esta esquina solitaria (Tango)   | Joaquín Gutiérrez Heras |
| Candombé (Ritmos y coro)            | Joaquín Gutiérrez Heras |
| Quinteto para piano y cuerdas en Mi | Joaquín Gutiérrez Heras |
| Estrellita                          | Manuel M. Ponce         |
| La marcha nupcial                   | Mendelssohn             |
| Coros de la Opera Nabuco            | Giuseppe Verdi          |

## Premios
- Ariel
 Otorgado a Ernesto Gómez Cruz en 1977 a la Coactuación Masculina
- Festival de Cartagena 
 Otorgado a José Estrada en mejor realización.